# Fluke Corporation
Fluke Corporation — американский разработчик и производитель контрольно-измерительных приборов. Штаб-квартира расположена в г. Эверетт (штат Вашингтон).

## История

### 1940-е гг.
Корпорация Fluke была основана Джоном Флюком в 1948 году.
В конце 1940-х гг. производство тестового и измерительного электрооборудования было относительно молодой отраслью, хотя эталонные стандарты измерений были разработаны ещё на рубеже XIX и XX-го веков. Например, высокоточный Омметр был разработан в самом начале XX века. Затем были созданы точные вольтметры, амперметры и другое измерительное оборудование.
Вдобавок к этому, именно в тот период, когда Джон Флюк начинал создавать свою компанию, промышленность вступала в совершенно новую эпоху. Переход был обусловлен тем, что в 1947 году компанией Bell Laboratories широкой публике был представлен транзистор. Это стало важным моментом в развитии электроники, так как использование транзисторов открыло для учёных и разработчиков возможность создавать тестовые и измерительные приборы, способные выдавать результаты с точностью до миллионных долей единиц измерений.

### 1950—60-е гг.
На протяжении 1950-х и 1960-х годов разработка, производство и последующее обслуживание электроприборов и электронного оборудования становились невозможными без использования высокоточного электроизмерительного оборудования. Спрос на проведение измерений, а также на необходимые для них приборы, рос в геометрической прогрессии. Воспользовавшись ростом рынка, компания Fluke сумела в этот период преобразовать свой богатый инженерный опыт в устойчивые продажи и рост прибыли.
7 октября 1953 г. Джон Флюк преобразовал свою компанию в корпорацию, которую зарегистрировал в штате Вашингтон и назвал «John Fluke Manufacturing Company, Inc».
Этот шаг отразил здоровый спрос на счетчики электроэнергии и другие измерительные приборы Fluke в течение 1950-х и 1960-х годов. В те годы корпорация Fluke процветала. Она занималась проектированием и производством приборов, которые предназначались для научных исследований, использовались в лабораториях высокотехнологичных компаний Например таких, как Hewlett-Packard.
К слову, ещё до создания своей компании Джон Флюк работал в General Electric вместе с Дэвидом Паккардом (одним из создателей компании Hewlett-Packard). Они были соседями по комнате, и остались друзьями на всю жизнь.
Благодаря качеству своего оборудования компания Fluke в 1950-е 1960-е годы заработала себе репутацию солидного производителя, использующего в своей работе передовые технологии.

### 1970-е гг.
В 1970-е годы компания Fluke вступила продолжая получать большие прибыли от продаж своего оборудования, а также от проведения высокотехнологичных экспертиз. В начале 1970-х рост рынка электрооборудования замедлился, но компании удалось сохранить прибыльность за счет внедрения новых продуктов и поддержания своего доминирования в продаже нескольких ключевых категорий товаров. К концу десятилетия общий объём рынка контрольно измерительного оборудования вырос до 6 миллиардов долларов США. Доля компании Fluke к концу 1970-х годов составляла 150 млн долларов США в год. Рост продаж в отрасли наблюдался также и в 1980-х гг.(в период между 1975 и 1985 годами продажи росли в среднем почти на 20 процентов в год). Однако, рынок претерпевал изменения. И хоть компания Fluke получала выгоду от общих тенденций в отрасли, — все же вынуждена была противостоять как внутренним, так и внешним изменениям.

### 1980-е гг.
Внешние изменения начались в конце 1970-х годов и усилились в 1980-е гг. В этот период начала меняться и клиентская база компании. Среди покупателей оборудования Fluke становилось все меньше разработчиков и сотрудников научных лабораторий. В свою очередь, увеличивалось число представителей нового поколения инженеров, задействованных непосредственно на производстве факсов, компьютеризированного оборудования и компьютеров. В то же время, компания Fluke вместе со своими американскими конкурентами столкнулась с новой угрозой со стороны иностранных компаний, которые вступили в борьбу за долю на мировом рынке, где традиционно доминировали американские производители. Кроме того, поскольку все больше электронной продукции разрабатывалось и производилось за рубежом, компании Fluke, чтобы оставаться конкурентоспособной, необходимо было развивать и перераспределять каналы сбыта.
Таким образом, эволюция отрасли также подчеркнула необходимость внесения изменений во внутреннюю организацию компании. К середине 1980-х годов Fluke удалось увеличить объём продаж до более чем 200 млн долларов США в год. Компания Fluke была одним из трех ведущих игроков на рынке. С другой стороны, количество выпускаемой продукции выросло до 150 наименований, каждое из которых изготавливалось на отдельной производственной линии. Таким образом, стремясь удовлетворить разнообразный спрос в середине 1980-х гг., компания Fluke рисковала стать жертвой устаревания оборудования в быстро меняющейся технологической среде 1980-х годов.
Компания вошла в 1980-е гг. под руководством Джона Флюка, который начал вносить изменения во внутреннюю структуру компании. Важно отметить, что он немного отошел в сторону, и позволил другим руководителям взять на себя больше ответственности. В 1982 году он назначил Джорджа Уинна президентом корпорации Fluke. Уинн начал работать во Fluke в 1968 году и прошел весь путь по служебной лестнице. Также в 1983 году, за год до своей смерти, основатель компании Fluke назначил своего сына Джона Флюка младшего исполнительным директором. Под новым руководством компания Fluke начала набирать былую форму, был взят курс на улучшение своей продукции, а также на приведение в порядок финансовых активов. Заняв пост президента компании, Джордж Уинн также пообещал сосредоточиться на разработке новых действительно передовых продуктов. Было объявлено о начале работы над одним из ключевых приборов, а именно дешёвым карманным мультиметром.
Однако отставание от тенденций рынка все равно наблюдалось: об этом свидетельствовало падение котировок акций компании в середине 1980-х гг. Важно отметить, что корпорация Fluke медленно вливалась в рынок компьютеризированного оборудования, которое быстро вытесняло традиционные контрольно-измерительные приборы. Вдобавок к названным проблемам, также наблюдался спад роста доходности корпорации. Хотя компания Fluke по-прежнему приносила прибыль, объем продаж держался на уровне 225 млн долларов США в год на протяжении всей середины и конца 1980-х годов.

### 1990-е гг.
В 1990 году объем продаж компании составил около 240 млн долларов США в год, а чистая прибыль около 12 миллионов долларов. Несмотря на профицит, многие аналитики ставили под сомнение жизнеспособность компании, учитывая её медленное реагирование на новые потребности рынка. Конечно, компания имела успехи, например, в борьбе с иностранными конкурентами на внутреннем рынке, а также добилась определённых результатов в осваивании зарубежных рынков. Однако, некоторые критики обвиняли Джона Флюка младшего в том, что вместо того, чтобы сконцентрироваться на сохранении за компанией передовых позиций в разработке новых технологий, он слишком озабочен сторонними делами, в частности, управлением семейными инвестициями. Все это, а также остановка роста прибыли компании привели к тому, что Флюк Младший решил уйти в отставку в 1991 году. Он и его брат Дэвид остались в совете директоров компании, а семье Флюк до сих пор принадлежит 28 процентов акций.
В тот же период было принято решение пригласить стороннего специалиста для реформирования компании. Этим специалистом стал ветеран Hewlett-Packard Билл Пажибок Мл.(Bill Parzybok Jr.). За Уинном сохранялись функции президента, связанные с принятием тактических решений и повседневной работой компании, Пажибок же, в свою очередь, должен был взять на себя выработку стратегии развития компании в долгосрочном периоде. Новый топ-менеджер начал работу, основываясь на сбалансированном сочетании технического мышления и подкованности в маркетинге. Техникой он начал увлекаться ещё в детстве, что привело его в Университет штата Колорадо, где он получил техническое образование. После получения им также ещё и степени в области бизнеса, Пажибок был приглашен в Hewlett-Packard, где проработал 16 лет, занимаясь разработкой и продажей контрольно-измерительного оборудования. К концу 1980-х гг. под его руководством находилось около 10 000 человек, работающих как в американских, так и в заграничных подразделениях компании.
Когда в 1991 году руководство Fluke обратилось к Биллу Пажибоку Мл. с предложением возглавить Fluke Inc. тот поначалу наотрез отказался, объясняя свой отказ небольшими масштабами Fluke в сравнении с Hewlett-Packard. Однако, в итоге он все-таки принял предложение.
Возглавив компанию, Пажибок посвятил несколько месяцев разработке и донесении новой миссии компании до каждого сотрудника: «Миссия Fluke — быть лидером в области производства компактных профессиональных измерительных и контрольных приборов.» Данная миссия отразила намерение нового президента переориентировать компанию на разработку нового поколения контрольно-измерительного оборудования, которое должно было быть компактнее, дешевле, технологически более продвинуто и, соответственно, должно было принести большую прибыль. Помимо разработки нового вектора развития, новый директор также провел реструктуризацию и реорганизацию компании, суть которой сводилась к упразднению подразделений, производящих продукцию, не соответствующую новой миссии компании. Также в этот период было сокращено 150 рабочих.
В результате этих преобразований к 1993 году и прибыль, и оборот компании сократились, однако позиции компании для конкуренции в долгосрочной перспективе усилились.
Одним из ключевых решении Пажибока стало приобретение подразделения по производству контрольно-измерительных приборов Голландского электронного гиганта Philips, с которым Fluke начал сотрудничать ещё в 1987 году. Альянс с Philips давал компании возможность расширить свой ассортимент на американском рынке, а также использовать каналы сбыта Philips для реализации своей продукции в Европе. Однако Пажибок решился положить конец этому сотрудничеству и просто купить подразделение Philips за 41,8 млн долларов США. В результате этой сделки штат компании Fluke пополнился 900 сотрудниками, а доходы компании возросли примерно на 125 миллионов долларов США в год.
Таким образом, реструктуризация компании и переориентация на новую продукцию начало приносить свои плоды к середине 1990-х. Во многом это было связано и с приобретением подразделения Philips. Так, в 1994 году оборот компании составил 362 500 000 долларов США, а чистая прибыль — 8,8 млн долларов. В 1995 году эти показатели возросли до 389 800 000 долларов США и 14,9 млн долларов соответственно.

### 2000-е гг.
В 2000-е годы компания Fluke стабильно развивается, выводя на рынок все новые приборы. На данный момент в более чем 100 странах работают авторизованные дистрибьюторы Fluke. За последние пять лет продукция Fluke была награждена более чем 50 отраслевыми наградами, включая премию за лучший измерительный прибор «Best in Test» журнала Test and Measurement World, выбор инженеров «Engineer’s Choice» по мнению журнала Control Engineering и товар года «Product of the Year», присужденную журналом Plant Engineering.

## Выпускаемая продукция

### Калибраторы и Стандарты
- Flow Calibration
- RF Calibration
- Все оборудование для метрологии
- Калибраторы технологических процессов
- Калибровка температуры и влажности
- Метрологическое программное обеспечение
- Низкочастотная метрология
- Прецизионные мультиметры
- Приборы измерений частоты и времени
- Промышленная калибровка температуры
- Эталоны и калибраторы давления
- Эталоны и калибраторы мощности

### Калибраторы процессов
- Таблица выбора калибратора процессов
- Калибраторы давления
- Калибраторы петли тока
- Калибраторы температуры
- Многофункциональные калибраторы

### Настольные приборы
- Сигнальные генераторы
- RCL метры
- Измерители
- Настольные мультиметры
- Телевизионные генераторы

### Приборы для систем отопления, вентиляции и кондиционирования
- Измерители давления
- Инфракрасные термометры
- тестеры качества воздуха
- Электрические тестеры
- Электронные термометры

### Термометры
- Инфракрасные термометры
- Калибраторы температуры
- Многофункциональные системы сбора данных
- Цифровые мультиметры с измерением температуры
- Цифровые термометры

### Электроизмерительные приборы
- Анализаторы качества энергоснабжения
- Измерители сопротивления изоляции
- Измерители состава газов
- Токоизмерительные клещи
- Термометры
- Тестеры электроустановок
- Цифровые мультиметры
- Электрические тестеры